# Muzeum 7. Pułku Ułanów Lubelskich w Mińsku Mazowieckim
Muzeum 7. Pułku Ułanów Lubelskich w Mińsku Mazowieckim – muzeum z siedzibą w Mińsku Mazowieckim. Placówka jest oddziałem Muzeum Ziemi Mińskiej w Mińsku Mazowieckim, a muzealna ekspozycja została urządzona w willi dr Jana Huberta, pochodzącej z początku XX wieku.
Placówka została otwarta w 1992 roku z inicjatywy Krzysztofa Szczypiorskiego (autora monografii „Ułani Lubelscy”). Do 2001 roku mieściło się w budynku przy ul. Warszawskiej 132, by następnie przenieść się do willi dra Huberta. Od 2005 roku placówka stanowi oddział Muzeum Ziemi Mińskiej.
Zbiory muzeum poświęcone są historii 7 Pułku Ułanów Lubelskich, stacjonującego w Mińsku Mazowieckim w latach 1921-1939. Ukazują one historię oddziału począwszy od sformowania w 1918 roku, poprzez wojnę polsko-bolszewicką (1919-1921, lata międzywojenne, kampanię wrześniową 1939 roku po udział żołnierzy pułku w walkach na innych frontach II wojny światowej. Wśród eksponatów znajduje się broń, umundurowanie, oporządzenie kawaleryjskie i wojskowe, dokumenty, zdjęcia, odznaczenia i odznaki, a także obrazy, ukazujące dowódców i bitwy pułku. Odtworzono również gabinet dowódcy pułku z lat 1921–1926.
Muzeum jest obiektem całorocznym, czynnym od wtorku do piątku oraz w niedzielę.